# Гимерос
Гимерос, также Химерос, Гимер, Гимерот (др.-греч. Ἵμερος, «сладкое томление, влечение, любовь, страсть»), — один из Эротов, древнегреческих богов любви; покровитель (персонификация) страстного желания, страстной любви. Иногда рассматривается как одно божество с Эротом, иногда — как брат Эрота и Потоса. Вместе с Эротом входил в свиту Афродиты.
В древнегреческой поэзии традиционно использовались три слова, близких по значению, для обозначения любовного желания: ἵμερος, πόθος и ἔρως. В одном из диалогов Платона, «Кратиле» (IV век до нашей эры), объясняются отличия между этими понятиями: πόθος — это любовное стремление не к настоящему, присутствующему здесь и сейчас, а к находящемуся где-то, отсутствующему предмету желания; ἵμερος же, в отличие от πόθος, — это любовное стремление к предмету желания, которое находится здесь и сейчас, это бурный любовный поток, захватывающий душу и жаждущий дел, такой поток, который переносит к предмету желания душу; ἔρως же предстаёт любовью, возникающей «извне», «входящей через глаза», — и, в отличие от ἵμερος и πόθος, не является частью «внутреннего любовного потока». Гимерос — олицетворение желания, которое близко к исполнению; это желание может быть и сладким, и очень болезненным — сжимающим сердце и грудь, затрудняющим дыхание, ослепляющим и оглушающим; в этом смысле Гимерос ближе к Потосу (олицетворению страстной неразделённой любви), нежели к Эроту.
Культа Гимероса как такового не было, его почитали как спутника Афродиты (иногда его упоминали как её сына). Считалось, что его жилище расположено рядом с Музами. На античной керамике Гимерос изображается на Олимпе в окружении Муз и Харит.
Платон сравнивает Гимероса с Ганимедом.
Гимерос, как и Потос, нередко изображались как спутники богини красоты и любви Афродиты: так, известна гидрия (керамический сосуд) V века нашей эры, на которой Гимерос и Потос в виде юношей изображены по бокам Афродиты; на медальоне VI века нашей эры изображена Афродита, которая держит на руках Гимероса и Потоса, имеющих вид бескрылых детей. Древнегреческий писатель и географ Павсаний в своём «Описании Эллады» (II век нашей эры) сообщает, что в Мегарах в храме Афродиты находятся три статуи богов любви работы Скопаса (жившего в IV веке до нашей эры): Эрота, Гимероса и Потоса. «Различны их функции, … как различны и их имена», — пишет Павсаний.
В честь Гимероса назван кратер Himeros на астероиде (433) Эрос из группы Амуров.